# Elaphoglossum pilosum
Elaphoglossum pilosum är en träjonväxtart som först beskrevs av Alexander von Humboldt, Amp; Bonpl. och Carl Ludwig Willdenow, och fick sitt nu gällande namn av Moore. Elaphoglossum pilosum ingår i släktet Elaphoglossum och familjen Dryopteridaceae. Inga underarter finns listade.